# Les fêtes de Polymnie
Les fêtes de Polymnie (Las fiestas de Polimnia) es una opéra-ballet en un prólogo y tres entrées (actos) con música de Jean-Philippe Rameau y libreto en francés de Louis de Cahusac. La obra se estrenó en la  Académie Royale de Musique el 12 de octubre de 1745. La pieza fue escrita para celebrar la victoria francesa en la batalla de Fontenoy en la Guerra de Sucesión Austriaca. Fue repuesta en el mismo local el 21 de agosto de 1753.
Ni Cuthbert Girdlestone ni Graham Sadler (en New Penguin Guide) consideran que se encuentre entre las mejores obras de Rameau, aunque ambos señalan la originalidad de su obertura, que rompe el molde tradicional lulliano habitual en las oberturas francesas de aquella época.

## Personajes
| Personaje        | Tesitura | Reparto del estreno                      |
| ---------------- | -------- | ---------------------------------------- |
| Prólogo          |          |                                          |
| Mnémosine        | soprano  | Bourbonnais                              |
| Victoire         | soprano  |                                          |
| Polymnie         | soprano  |                                          |
| Ópera principal  |          |                                          |
| Hébé/Argélie     | soprano  | Marie Fel                                |
| Stratonice       | soprano  | Marie-Jeanne Fesch                       |
| Oriade           | soprano  |                                          |
| Alcine           | soprano  |                                          |
| Alcide/Anthiocus | tenor    | Pierre Jélyotte                          |
| Zimès            | tenor    |                                          |
| Séleucus         | bajo     | Claude-Louis-Dominique Chassé de Chinais |
| Destin           | bajo     | Lefèbvre                                 |
| Jupiter          | bajo     | François Le Page                         |

## Argumento

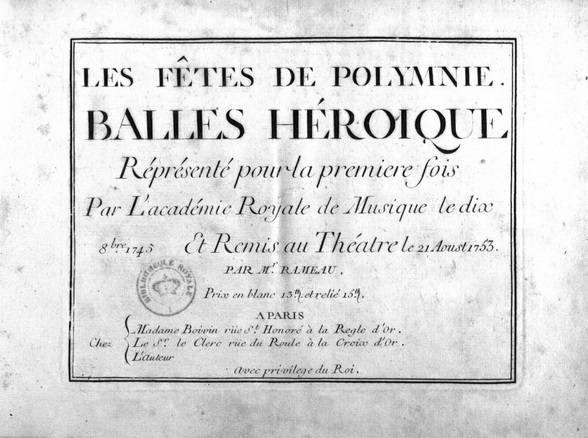
Portada de 1745.

El prólogo, Le temple de Mémoire ("El templo de la Memoria"), describe la victoria de Fontenoy al estilo alegórico. La primera entrée se titula La fable (Leyenda) y representa el matrimonio de Hércules y Hebe, la diosa de la juventud. La segunda entrée, L'histoire ("Historia"), narra la historia del rey helenístico de Siria Seleuco I Nicátor, quien entrega a su prometida Estratonice cuando se entera de que su hijo Antíoco I Sóter está apasionadamente enamorado de ella. La tercera y última entrée se llama La féerie ("Cuento de hadas"), y se ambienta en Oriente Medio. Porque lo ama, Argélie redime a Zimès del poder del hada malvada Alcine.